# Litochelifer nidicola
Litochelifer nidicola är en spindeldjursart som beskrevs av Beier 1948. Litochelifer nidicola ingår i släktet Litochelifer och familjen tvåögonklokrypare. Inga underarter finns listade i Catalogue of Life.